# Società dei Naturalisti in Napoli
La Società dei Naturalisti in Napoli è un’associazione che ha per scopo il progresso e la diffusione delle scienze naturali e ne incoraggia lo studio, con sede nel capoluogo partenopeo. Tale scopo è stato perseguito, lungo tutta la sua storia, stabilendo contatti fra persone ed enti di qualsiasi tipo e proponendosi come luogo di incontro, punto di riferimento e di scambio culturale nel nome dell’interesse per le Scienze Naturali.

## Storia
Nel 1881 un gruppo di studenti della Facoltà di Scienze Naturali, Chimica e Fisica dell’Università di Napoli fondò il Circolo degli Aspiranti Naturalisti.
I soci fondatori diedero alla loro associazione questo nome perché vollero ricollegarsi, e non solo idealmente, con l’Accademia degli Aspiranti Naturalisti, fondata a Napoli nel 1841 dallo scienziato pugliese Oronzo Gabriele Costa.
Il primo presidente fu Antonio Cabella, che rimase in carica fino al 1886. In questi anni il Circolo emanò uno Statuto (2 dicembre 1883) e pubblicò un periodico, la «Rivista Italiana di Scienze Naturali e loro Applicazioni» (1885), che nel 1887, in concomitanza con il cambio di nome del Circolo in Società di Naturalisti in Napoli, prese il titolo di «Bollettino della Società di Naturalisti in Napoli», che uscirà ininterrottamente fino al 2006. Sempre nel 1887 la Società emanò un nuovo Statuto e nel 1897 anche un Regolamento.
Oltre alla pubblicazione di un proprio periodico, nel quale i soci potevano pubblicare le loro ricerche, la Società si dotò anche di una biblioteca che, con il passare degli anni, divenne sempre più ricca di volumi e periodici e sempre più utile agli studiosi napoletani di Scienze Naturali.
In un decennio i soci, residenti in ogni parte d’Italia e anche all’estero, passarono da 11 a 211. Tra essi figuravano lo scienziato e statista Quintino Sella e diversi professori dell’Università di Napoli. Una tendenza che proseguì anche negli anni successivi, con un progressivo incremento di soci stranieri.
Nei primi quarant’anni di vita i soci della Società furono costretti a girovagare per vari luoghi di Napoli per avere una sede dove riunirsi e solo nel 1920, grazie all’interessamento di alcuni soci (Maria Bakunin, Ferruccio Zambonini, Francesco Saverio Monticelli), il rettore dell’Università di Napoli Pasquale Del Pezzo concesse gli attuali locali di via Mezzocannone 8, che da allora sono la sede definitiva della Società.
Per l’importanza che la Società aveva assunto nel primo Novecento, anche da un punto di vista patrimoniale, portò i soci a trasformare l’associazione in Ente morale (1914). A metà degli anni Venti il patrimonio della Società si accrebbe notevolmente per la consistente donazione fatta dagli eredi di Filippo Cavolini, uno dei più importanti naturalisti napoletani tra la seconda metà del Settecento e il primo decennio dell’Ottocento. In occasione del centenario della morte dello scienziato nel 1910, la Società organizzò solenni celebrazioni e pubblicò un volume che conteneva la ristampa delle sue opere.
Oltre a favorire l’attività di studio e di ricerca dei propri soci, la Società s’impegnò nella difesa di istituti e enti scientifici, tra i quali la Stazione zoologica «A. Dohrn», durante e dopo la Prima guerra mondiale, e l’Orto botanico di Napoli, e fu costantemente impegnata sui temi legati all’insegnamento delle Scienze naturali nella scuole secondarie superiori e nell’Università.

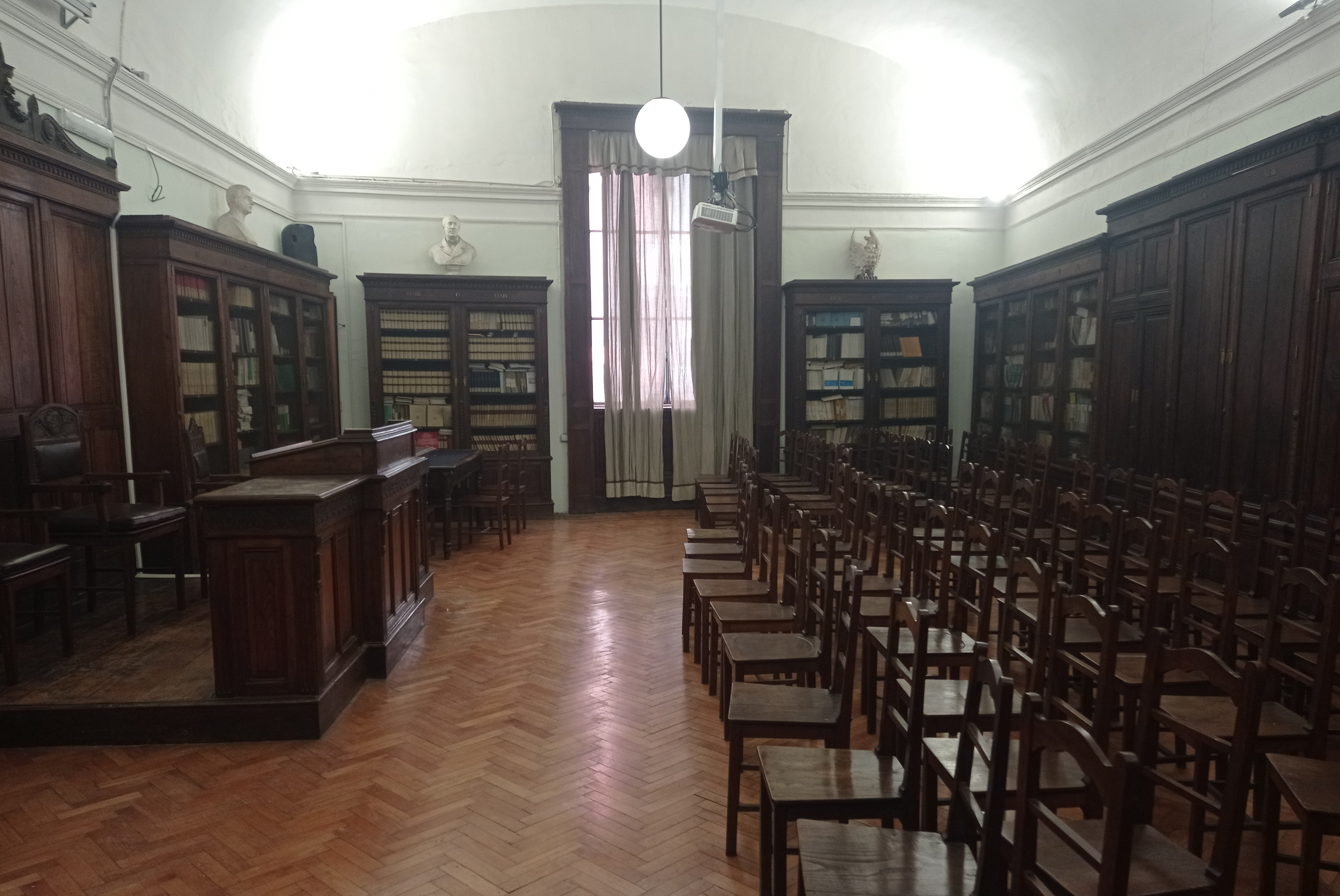
Sala riunioni della Società dei Naturalisti in Napoli.

Negli anni del fascismo, come successe in associazioni simili in Italia, la Società si attenne alle direttive ideologiche e culturali del governo e dopo l’emanazione delle leggi raziali del 1938 espulse Anna Foà, che dal 1921 insegnava Bachicultura nell’Università di Napoli.
Nel 1941 la Società si diede un nuovo Statuto e un nuovo Regolamento, che fu abrogato nel 1948 e sostituito da un nuovo Statuto, rimasto in vigore fino al 25 maggio 1971, quando ne fu approvato uno nuovo che, fra l’altro, aveva stabilito un numero illimitato di soci (art. 4), che in quell’anno era arrivato a 185, molti dei quali docenti universitari. Lo Statuto vigente è quello approvato dall’Assemblea dei soci il 1º dicembre 2017.
Nella seconda metà del Novecento, soprattutto a partire dagli anni Sessanta, la Società continuò ad avere una notevole importanza nel panorama nazionale e internazionale delle Scienze naturali. Dal 1971, accanto al «Bollettino», la Società avviò anche la pubblicazione della collana «Memorie» che raccoglieva «lavori originali intesi ad illustrare, sotto profili diversi, un medesimo argomento di vasto respiro o riferentesi a un unico obbiettivo».
Dopo un periodo di crisi durato una quindicina d’anni, nel 2020 la Società ha ripreso le sue attività, creando otto gruppi di lavoro, tra i quali uno sui Biofilm, e organizzando dibattiti, conferenze, escursioni ed esplorazioni. Sotto l’aspetto editoriale ha pubblicato una nuova rivista, il «Bullettin of the Regional Natural History», e ha patrocinato saggi e manuali scientifici. Di recente è stato avviato anche il progetto di catalogazione della Biblioteca e del suo inserimento nella rete del Servizio Bibliotecario Nazionale (SBN). 

## Presidenti
- Antonio Cabella (1881-1886)

- Giuseppe Jatta (1887-1887)

- Federico Raffaele (1887-1890)

- Agostino Oglialoro Todaro (1891-1891)

- Luigi Savastano (1891-1892)

- Michele Geremicca (1893-1894)

- Ugo Milone (1895-1896)

- Francesco Bassani (1897-1897)

- Giuseppe Jatta (1897-1898)

- Antonio Cabella (1899-1899)

- Michele Geremicca (1900-1900)

- Francesco Saverio Monticelli (1901-1902)

- Michele Geremicca (1903-1904)

- Francesco De Rosa (1905-1906)

- Oreste Forte (1907-1908)

- Francesco Saverio Monticelli (1909-1910)

- Fridiano Cavara (1911-1912)

- Francesco Saverio Monticelli (1913-1914)

- Umberto Pierantoni (1915-1916)

- Michele Geremicca (1917-1919)

- Francesco Saverio Monticelli (1920-1921)

- Enrico Cutolo (1922-1923)

- Francesco Capobianco (1924-1925)

- Luigi Quintieri (1926-1927)

- Umberto Pierantoni (1928-1931)

- Ugo Milone (1932-1933)

- Antonio Carrelli (1934-1943)

- Umberto Pierantoni (1948-1951)

- Geremia D’Erasmo (1952-1963)

- Antonio Scherillo (1963-1964)

- Giuseppe Imbò (1964-1966)

- Angela Maria Maccagni (1966-1969)

- Arturo Palombi (1971-1973)

- Pio Vittozzi (1974-1983)

- Aldo Napolitano (1985-1993)

- Pietro Battaglini (1994-2017)

- Antonino Pollio (2017-2021)
- Marco Guida (2021- )